# Liste der Geotope im Landkreis Nienburg/Weser
Die Liste der Geotope im Landkreis Nienburg/Weser enthält die Geotope im Landkreis Nienburg/Weser in Niedersachsen. Einige dieser Geotope stehen zugleich als Naturdenkmal (ND), Landschaftsschutzgebiet (LSG), Naturschutzgebiet (NSG) oder Teil von diesen unter Schutz.
| Geotop-Nr. | Bezeichnung               | Ort                                                | Bemerkung | Koordinaten                     | Bild           |
| ---------- | ------------------------- | -------------------------------------------------- | --- | ------------------------------- | -------------- |
| 3320/06    | Sandgrube                 | am Haß-Berg N Bühren, Liebenau                     | Sandgrube. Länge 50 m, Breite 50 m, Höhe 10 m. Stratigraphie: Quartär. Petrographie: Gestauchte Sande und Kiese der Weser-Mittelterrasse und Elster-Grundmoräne diskordant überlagert von periglaziären Hangbildungen.                          | 52° 38′ 0,6″ N, 9° 8′ 40,6″ O   |                |
| 3320/08    | Sandgrube                 | 2 km NW Oyle, Marklohe                             | Sandgrube. Länge 300 m, Breite 150 m. Stratigraphie: Quartär-Pleistozän, Saale-Kaltzeit und älteres Pleistozän. Petrographie: Flußkies, Schmelzwasser-Sand und Grundmoräne, starke Schichten-Verschuppung durch Gletscherstauchung.             | 52° 39′ 0″ N, 9° 6′ 54,4″ O     |                |
| 3320/09    | Sandgrube                 | 1 km NW Glissen, Binnen                            | Sandgrube. Länge 200 m, Breite 100 m. Stratigraphie: Quartär-Pleistozän, Saale-Kaltzeit und älteres Pleistozän. Petrographie: Flußkies und Schmelzwasser-Sand, starke Schichten-Verschuppung durch Gletscherstauchung.                          | 52° 38′ 34,4″ N, 9° 5′ 3,5″ O   |                |
| 3321/01    | Giebichenstein            | bei Stöckse                                        | Findling. Länge 7,5 m, Breite 4,5 m, Höhe 2,75 m. Stratigraphie: Quartär-Pleistozän, Saale-Eiszeit. Petrographie: Granit. Naturdenkmal ND-Ni 19.                                                                                                | 52° 38′ 4,6″ N, 9° 18′ 53,3″ O  | weitere Bilder |
| 3321/03    | Hochmoor "Krähenmoor"     | Stöckse                                            | Hochmoor. 230,0 ha. Stratigraphie: Quartär. Naturschutzgebiet NSG HA 103 "Krähenmoor II" | 52° 39′ 24,8″ N, 9° 17′ 58,6″ O |                |
| 3418/06    | Sandgrube                 | Sandgrube bei Darlaten, Uchte                      | Bodenprofil. Höhe 2 m, Größe: 400 m². Stratigraphie: Quartär. Petrographie: Eisen-Podsol. Naturdenkmal ND-Ni 32. | 52° 31′ 59,2″ N, 8° 49′ 52″ O   |                |
| 3421/01    | Findling                  | S des Hespen Berges, Rehburg                       | Findling. Länge 2,9 m, Breite 0,5 m, Höhe 1 m. Stratigraphie: Quartär. Petrographie: Granit, grau, mittelgrob, mit hellgrauem Feldspat bis 1 cm Durchmesser. Naturdenkmal ND-Ni 14.                                                             | 52° 30′ 31,7″ N, 9° 15′ 34,9″ O |                |
| 3421/02    | Findling                  | Husum, W der Brokeloher Mühle                      | Findling. Länge 3,5 m, Breite 3 m, Höhe 1,3 m. Stratigraphie: Quartär. Petrographie: Granitgneis, rot, durch basische Einlagerungen gebändert. Naturdenkmal ND-Ni 16.                                                                           | 52° 31′ 47,3″ N, 9° 12′ 52,9″ O |                |
| 3421/04    | Findling                  | Husum, 2,5 km SW der Brokeloher Mühle              | Findling. Stratigraphie: Quartär. Petrographie: grauer mittelkörniger Granitgneis. Naturdenkmal ND-Ni 63. | 52° 31′ 8,4″ N, 9° 12′ 18,7″ O  |                |
| 3421/05    | Findling                  | Husum, 3 km N Rehburg                              | Findling. Länge 2 m, Breite 1,5 m, Höhe 0,8 m. Stratigraphie: Quartär. Petrographie: grau-rötlicher mittelkörniger Granit, Feldspäte bis 1 cm lang, grauer Quarz bis 0,3 m. Naturdenkmal ND-Ni 61.                                              | 52° 30′ 28,1″ N, 9° 13′ 3″ O    |                |
| 3421/06    | Hochmoor "Rehburger Moor" | Stöckse                                            | Hochmoor. 156,0 ha + 92,0 ha. Stratigraphie: Quartär. Im Naturschutzgebiet NSG-HA 042 "Rehburger Moore" | 52° 30′ 49″ N, 9° 13′ 7,3″ O    | weitere Bilder |
| 3421/08    | Findlingsblock            | Husum                                              | Findling. Länge 2,8 m, Breite 2,4 m, Höhe 1,3 m, Gewicht 22 t. Stratigraphie: Quartär - Pleistozän, Saale-Kaltzeit/Drenthe-Stadium. Petrographie: Gneisgranit, blassrot aus dem finnisch-skandinavischen Raum. Naturdenkmal ND-Ni 68.           | 52° 33′ 19,1″ N, 9° 13′ 31,4″ O |                |
| 3422/02    | Findlinge                 | 3 km SW Borstel, Linsburg                          | Findling. Länge 2,7 m, Breite 1,8 m, Höhe 0,8 m. Stratigraphie: Quartär. Petrographie: 1–4) Granitgneis, grau, mittelkörnig mit cm großem Feldspat, 5–6) Augengneis, grau. Naturdenkmal ND-Ni 18.                                               | 52° 34′ 29,3″ N, 9° 20′ 29,4″ O |                |
| 3518/01    | Findling                  | 2 km N Hauskämpen, Diepenau                        | Findling. Länge 1,5 m, Breite 1 m, Höhe 0,9 m. Stratigraphie: Quartär. Petrographie: Blassroter mittelkörniger Granit mit bis ca. 0,5 cm großen blassroten Feldspäten und grauen Quarzen bis 0,3 cm. Naturdenkmal ND-Ni 64.                     | 52° 28′ 14,9″ N, 8° 48′ 34,6″ O |                |
| 3518/03    | Findling                  | nördl. Warmsen, Diepenau                           | Findling. Länge 2,3 m, Breite 2,6 m, Höhe 0,25 m. Stratigraphie: Quartär. Petrographie: Augengneis mit reichlich Feldspat, wahrscheinlich ehemalige Hünengrabdeckenplatte. Naturdenkmal ND-Ni 65.                                               | 52° 27′ 41,4″ N, 8° 49′ 46,6″ O |                |
| 3519/02    | Kiesgrube                 | 3,5 km SW Uchte                                    | Kiesgrube. Länge 150 m, Breite 150 m. Stratigraphie: Quartär-Pleistozän, Saale-Kaltzeit. Petrographie: Schluff bis Feinsand mit Kiesnestern; Ablagerung aus dem Eis,- Sand, kiesig; Mittelterrassen Schichten der Weser. Naturdenkmal ND-Ni 65. | 52° 28′ 5,2″ N, 8° 52′ 34″ O    |                |
| 3519/04    | Findling                  | Uchte, Straßenstern, Mühlenberg/Brinkstr./Am Teich | Findling. Länge 2 m, Breite 2,9 m, Höhe 4 m, Gewicht: 31 t. Stratigraphie: Quartär - Pleistozän, Saale-Kaltzeit/Drenthe Stadium. Petrographie: blassrosa Aplitgranit (feine Feldspat- und Quarz-Kristalle) mit gröberen Einschlüssen.           | 52° 29′ 49,1″ N, 8° 54′ 36,9″ O | weitere Bilder |
| 3521/02    | Saurierfährte             | Münchehagen, Rehburg-Loccum                        | Lebensspuren. Länge 27 m. Stratigraphie: Unterkreide, Bückeberger Formation. Petrographie: Hauptsandstein (Obernkirchen-Sandstein), grau. Naturdenkmal ND-Ni 67.                                                                                | 52° 26′ 28,7″ N, 9° 12′ 1,4″ O  | weitere Bilder |
| 3521/05    | Findlinge                 | 3 km NW Rehburg an Wegabzweigung zur Düsselburg    | Findling. Länge 2 m, Breite 2 m, Höhe 0,5 m. Stratigraphie: Quartär. Petrographie: grauer Granitgneis, 2 Teilstücke eines Blockes. | 52° 29′ 14,6″ N, 9° 11′ 37″ O   |                |